# Joakim Persson
Joakim Persson (Helsingborg, 3 april 1975) is een voormalig Zweeds voetballer, die speelde als aanvallende middenvelder. Hij kwam onder meer uit voor Malmö FF, Atalanta Bergamo en Esbjerg fB. Hij beëindigde zijn actieve loopbaan in 2010 bij de Zweedse club Landskrona BoIS en stapte nadiej het trainersvak in.

## Interlandcarrièrere
Persson speelde in totaal drie officiële interlands voor zijn vaderland Zweden. Onder leiding van bondscoach Tommy Svensson maakte hij zijn debuut op 9 februari 1997 in de vriendschappelijke wedstrijd tegen Roemenië (2-0) in Bangkok, net als Magnus Hedman (AIK Solna), Rob Steiner (IFK Norrköping), Jozo Matovac (Örgryte IS), Pascal Simpson (AIK Solna), Daniel Tjernström (Örebro SK) en Marino Rahmberg (Derby County FC).